# Api Claudi Càudex
Api Claudi Càudex (llatí: Appius Claudius C. f. App. n. Caudex) va ser un magistrat romà que formava part de la gens Clàudia.
Va ser fill del dictador Gai Claudi Cras i germà d'Api Claudi el Cec. El seu nomen deriva de la seva relació amb els afers navals.
Va ser cònsol l'any 264 aC i va dirigir les forces enviades en ajut dels mamertins. Va desembarcar a Messana, Sicília, i va derrotar les tropes conjuntes de Hieró II de Siracusa i els cartaginesos comandats per Hannó el Vell, aixecant el setge de la ciutat. Va ser derrotat davant d'Egesta i en alguns altres llocs no va tenir èxit, i llavors va deixar una guarnició a Messana i va tornar a Roma.